# U-451
Unterseeboot 451 foi um submarino alemão do Tipo VIIC, pertencente a Kriegsmarine que atuou durante a Segunda Guerra Mundial.
O U-451 esteve em operação entre os anos de 1941, realizando neste período 4 patrulhas de guerra, nas quais afundou uma navio aliado, num total de 550 toneladas de arqueação.
Foi afundado no dia 21 de dezembro de 1941 próximo de Tangiers  por cargas de profundidade lançadas por uma aeronave Swordfish, causando a morte de 44 tripulantes, deixando um sobrevivente.

## Comandantes
| Comandante                | Data                                       |
| ------------------------- | ------------------------------------------ |
| KrvKpt. Eberhard Hoffmann | 3 de maio de 1941 - 21 de dezembro de 1941 |

## Subordinação
Durante o seu tempo de serviço, esteve subordinado às seguintes flotilhas:
| Período                                     | Flotilha                                  |
| ------------------------------------------- | ----------------------------------------- |
| 3 de maio de 1941 - 1 de julho de 1941      | 3. Unterseebootsflottille (treinamento)   |
| 1 de julho de 1941 - 21 de dezembro de 1941 | 3. Unterseebootsflottille (serviço ativo) |

## Coordenadas
1. ↑  em posição 35° 55' N 6° 08' O